# Circumstantial Evidence; or, An Innocent Victim
Circumstantial Evidence; or, An Innocent Victim è un cortometraggio muto del 1908. Il nome del regista non viene riportato nei credit del film.

## Produzione
Il film fu prodotto dalla Vitagraph Company of America.

## Distribuzione
Distribuito dalla Vitagraph Company of America, il film - un cortometraggio di 140 metri- uscì nelle sale cinematografiche statunitensi il 13 giugno 1908.